# Domashny
Domashny ou Domashniy (russo: Домашний, literalmente: "Canal do Lar") é uma rede de TV que tem como alvo os espectadores do sexo feminino com idades 25-60. Foi lançado em Março de 2005. Domashny visava entregar a programação para capturar um público atrativo na demanda pelos anunciantes, mas tradicionalmente sob a ser servido por empresas de radiodifusão.
CTC Media criou a marca Domashny em 2005 a partir do zero. Hoje, Domashny tem uma audiência potencial de 63 milhões de pessoas. Em 2007, a quota de audiência média Domashny no seu alvo demográfico foi de 2,4%, ante 1,7% em 2006.
Domashny Network em 2005, composta por quatro de propriedade e operadas as estações. Hoje ele tem mais de 230 filiados, dos quais 13 pertencentes e operados estações.